# Ljubim
Ljubim [ljubím] (rusko Люби́м) je mesto v evropskem delu Rusije v Jaroslaveljski oblasti. Leta 2010 je imelo 5642 prebivalcev. Leži ob izlivu reke Uče v Obnoro, desnega pritoka Kostrome, severno od Jaroslavlja.